# Онисилос (футбольный клуб)
Онисилос Сотира (греч. Κ.Ν. Ονήσιλλος Σωτήρας) — кипрский футбольный клуб, базирующийся в деревне Сотира в районе Фамагуста. Клуб был основан в 1978 году. Сезон 2013/2014 команда проводит во Втором дивизионе. Команда была названа в честь древнего героя истории Кипра Онесила.
Онисилос Сотира один сезон провёл в главной футбольной лиге Кипра в сезоне 2003/2004